# Ed McGivern
Edward ('Ed') McGivern (20 de outubro de 1874 Lewistown, Montana — 12 de dezembro de 1957 (83 anos) Butte, Montana), foi um famoso atirador de exibição, instrutor de tiro e autor do livro "Fast and Fancy Revolver Shooting". McGivern realizou uma extensa pesquisa na arte do tiro, particularmente com o revólver de ação dupla.

## Livro
O livro "Fast and Fancy Revolver Shooting", publicado pela primeira vez em 1938, ainda é impresso pela Skyhorse Publishing como uma referência aos atiradores de revólver. Nele, McGivern cobre sua carreira desde os primeiros experimentos com revólveres de ação simples, sua carreira no tiro de exibição, seu treinamento policial e seus experimentos em tiro de longo alcance com revólver.

## Tiro de exibição
Ed McGivern é conhecido como um dos melhores pistoleiros que já existiu. Seu "Guinness World Records" para "The maior fast-fire feat" (estabelecido em 20 de agosto de 1932 no Lead Club Range, Dakota do Sul) ainda permanece. Ele esvaziou dois revólveres em menos de 2 segundos. Ele estabeleceu outro recorde em 13 de setembro de 1932, disparando cinco tiros de um revólver de dupla ação a 15 pés em 2/5 de segundo, e cobrindo o agrupamento obtido com a mão.
Suas realizações incluem "disparar duas sequências de cinco tiros a 15 pés cujos agrupamentos poderiam ser cobertos por uma moeda de meio dólar de prata em 45/100 de segundo". Seu disparo foi tão rápido que as máquinas de cronometragem falharam na tentativa de registrar sua velocidade de disparo.
McGivern foi capaz de muitos feitos incríveis de tiro, a maioria deles bem documentados em seu livro. Para citar apenas alguns:
- Ele podia quebrar seis "pombos" de argila lançados simultaneamente à mão (alvos de trap padrão) no ar antes de atingirem o solo.[5]
- Ele podia atingir uma lata lançada a 20 pés no ar cinco vezes antes de atingir o solo.[6]
- Ele podia cravar um prego na madeira atirando nele.[5]
- Ele podia atirar nas figuras do naipe de cartas de baralho a 18 pés (5,49 metros), ou até mesmo dividir uma carta pela sua borda.[5][7]
- Ele podia atirar em uma moeda de um centavo arremessada para cima.[5]

Todas estas proezas executadas com ambas as mãos usando um revólver de ação dupla Smith & Wesson Model 10 de fábrica (supostamente sua arma favorita).
O atirador de competição Jerry Miculek tentou e quebrou alguns dos recordes de longa data de McGivern, como o recorde de 60 tiros disparados de 10 revólveres. Embora Miculek detenha vários recordes, sua tentativa de bater o recorde de 5 tiros rápidos de McGivern resultou em um tempo de 0,57 segundos. Uma prova da habilidade de McGivern foi o fato de que o recorde de 5 tiros foi estabelecido em 1932, quando McGivern tinha 57 anos de idade. Logo depois desse ponto, a artrite encerrou a carreira de tiro competitivo de McGivern.

## Tiro de longa distância
McGivern, junto com seu amigo Elmer Keith, foram fundamentais para "forçar os limites" nos primeiros dias dos revólveres magnum. Enquanto Keith estava interessado principalmente na caça, McGivern estava mais interessado no uso do revólver pela polícia. McGivern demonstrou que, com mira e uso adequados, o .357 Magnum poderia ser usado em alvos do tamanho de um homem em alcances de até 600 jardas (550 m). McGivern experimentou diferentes tipos de miras de ferro, incluindo miras peep e miras telescópicas. Seu tipo preferido de mira de ferro para este uso era uma mira traseira de abertura de pequeno diâmetro e um poste com um insert dourado na frente.
McGivern passou a instruir agências policiais, incluindo o FBI, em suas técnicas de tiro.

## Legado
Em 2010, McGivern foi introduzido no "Montana Cowboy Hall of Fame".